# 早川茂
早川 茂（はやかわ しげる、1953年〈昭和28年〉9月15日 - ）は、日本の実業家、元トヨタ自動車株式会社代表取締役副会長兼CPO。
東海日本カナダ協会名誉会長、トヨタアルバルク東京株式会社代表取締役会長、株式会社名古屋グランパスエイト取締役会長、パリ日本文化会館・日本友の会会長、一般財団法人経済広報センター副会長などを歴任した。

## 経歴
神奈川県川崎市出身。神奈川県立川崎高等学校、東京大学経済学部卒業後、1977年にトヨタ自動車販売に入社。1982年に合併に伴いトヨタ自動車に入社。広報部部長、常務役員、トヨタ モーター ノース アメリカ社長などを経て、2017年にトヨタ自動車取締役副会長、日本経済団体連合会副会長に就任。2018年にトヨタ自動車代表取締役副会長に就任。
2023年秋の叙勲において旭日重光章を受章した。
2025年、第121回定時株主総会後の役員人事でトヨタ自動車代表取締役副会長を退任した。

## 人物

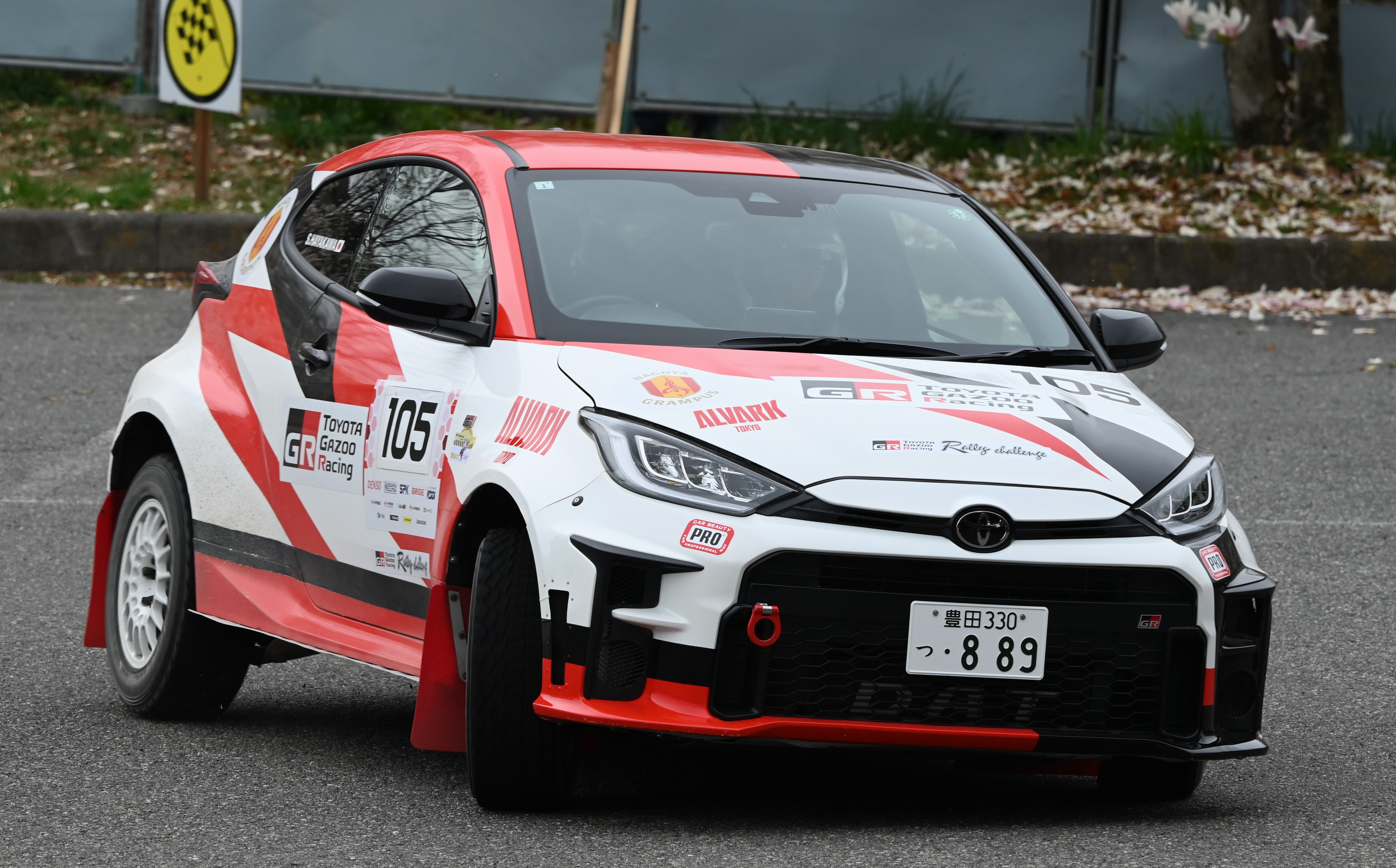
早川がドライバーとして搭乗するトヨタ・GRヤリス GR-DATの開発車両。コ・ドライバーは自動車評論家の山本晋也。
2024年4月に開催されたTOYOTA GAZOO Racing Rally Challenge in 八ヶ岳 茅野にて。

2016年よりTOYOTA Gazoo Racingが開催するラリーチャレンジに参戦しており、2024年4月に発売されたトヨタ・GRヤリス GR-DATの開発においては早川がテストドライバーとして起用された。

## 履歴

### 学歴・職歴
- 1977年（昭和52年）3月 - 東京大学経済学部卒業。
- 1977年（昭和52年）4月 - トヨタ自動車販売株式会社入社[7]。
- 1982年（昭和57年）7月 - トヨタ自動車株式会社入社。
- 2000年（平成12年）1月 - トヨタ自動車株式会社 渉外部海外渉外室主査[8]。
- 2002年（平成14年）1月 - トヨタ自動車株式会社 広報部海外広報室室長[9]。
- 2005年（平成17年）6月 - トヨタ自動車株式会社 広報部部長[10]。
- 2007年（平成19年）6月 - トヨタ自動車株式会社常務役員 グローバル渉外広報企画部担当[11]。
- 2007年（平成19年）6月 - トヨタ モーター ノース アメリカ株式会社副社長。
- 2007年（平成19年）9月 - トヨタ モーター ノース アメリカ株式会社取締役社長[12]。
- 2008年（平成20年）1月 - トヨタ自動車株式会社常務役員[13]。
- 2009年（平成21年）6月 - トヨタ自動車株式会社常務役員 社会貢献推進部、海外渉外部、広報部、企業PR部担当[14]。
- 2010年（平成22年）6月 - トヨタ自動車株式会社常務役員 社会貢献推進部、広報部、企業PR部担当[15]。
- 2011年（平成23年）1月 - トヨタ自動車株式会社常務役員 社会貢献推進部、広報部担当[16]。
- 2011年（平成23年）4月 - トヨタ自動車株式会社常務役員 広報部統括[17]。
- 2011年（平成23年）6月 - トヨタ自動車株式会社常務役員 広報部統括兼渉外本部副本部長[18]。
- 2012年（平成24年）4月 - トヨタ自動車株式会社専務役員 広報部統括兼渉外本部副本部長[19]。
- 2013年（平成25年）4月 - トヨタ自動車株式会社専務役員 渉外・広報本部本部長[20]。
- 2015年（平成27年）6月 - トヨタ自動車株式会社取締役専務役員 渉外・広報本部本部長[21]。
- 2015年（平成27年）6月 - 株式会社国際経済研究所代表取締役理事[7]。
- 2015年（平成27年）7月 - トヨタ自動車株式会社取締役専務役員CCO（英語版） 渉外・広報本部本部長[22]。
- 2015年（平成27年）9月 - トヨタ自動車株式会社取締役専務役員CCO BRオリンピック・パラリンピック室統括兼渉外・広報本部本部長[23]。
- 2015年（平成27年）11月 - トヨタ自動車株式会社取締役専務役員CCO オリンピック・パラリンピック部統括兼渉外・広報本部本部長[24]。
- 2016年（平成28年）4月 - トヨタ自動車株式会社取締役専務役員CCO 渉外・広報本部本部長[25]。
- 2017年（平成29年）4月 - トヨタ自動車株式会社取締役副会長[26][27]。
- 2017年（平成29年）5月 - 一般社団法人日本経済団体連合会副会長[28]。
- 2018年（平成30年）1月 - 株式会社国際経済研究所代表取締役理事（現任）[29]。
- 2018年（平成30年）5月 - パリ日本文化会館・日本友の会会長（現任）[30]。
- 2018年（平成30年）6月 - トヨタ自動車株式会社代表取締役副会長[31]。
- 2018年（平成30年）7月 - トヨタアルバルク東京株式会社代表取締役会長（現任）[32]。
- 2018年（平成30年）7月 - 株式会社名古屋グランパスエイト取締役会長（現任）[33]。
- 2020年（令和2年）2月 - トヨタ自動車株式会社代表取締役副会長兼CSO（英語版）[34]。
- 2020年（令和2年）3月 - スポーツ庁 スポーツ審議会会長（現任）[35]。
- 2021年（令和3年）5月 - 経済産業省 産業構造審議会通商・貿易分科会委員（現任）[36]。
- 2021年（令和3年）6月 - 一般社団法人日本経済団体連合会審議員会副議長（現任）[37]。
- 2021年（令和3年）6月 - トヨタ自動車株式会社代表取締役副会長兼CPO（英語版）[38]。

## 現職
- 東海日本カナダ協会名誉会長[39]
- トヨタアルバルク東京株式会社代表取締役会長[40]
- 株式会社名古屋グランパスエイト取締役会長
- パリ日本文化会館・日本友の会会長[41]
- 一般財団法人経済広報センター副会長[42]
- 一般財団法人トヨタ・モビリティ基金理事長代行[43]
- 株式会社国際経済研究所代表取締役理事[44]
- 一般社団法人経団連事業サービス理事[45]
- モーリーン&マイク・マンスフィールド財団理事[46]
- 公益財団法人日本交響楽振興財団顧問[47]
- 一般社団法人日本経済団体連合会審議員会副議長[48]
- スポーツ庁 スポーツ審議会会長[49]
- 経済産業省 産業構造審議会通商・貿易分科会委員
- 公益財団法人新国立劇場運営財団評議員[50]
- 公益財団法人トヨタ財団評議員[51]
- 公益財団法人国連大学協力会評議員[52]